# Erlisholz
Das Erlisholz ist ein Ortsteil der schwäbischen Gemeinde Schwangau. Die Einöde liegt am Lech an der alten Straße nach Füssen an der Gemeindegrenze.

## Geographie
Das Erlisholz liegt am südlichen Lechufer an der alten Verbindungsstraße zwischen Schwangau und Füssen, die heute Teil der Bundesstraße 17 ist. Die Adresse des einzigen Hauses im Erlisholz ist Füssener Straße 150. Östlich vom Erlisholz zweigt die neue Straße nach Füssen ab, die als Bundesstraße 16 über die König-Ludwig-Brücke nach Füssen führt. Neben der König-Ludwig-Brücke führt eine Fußgängerbrücke, der Lechsteg, über den Fluss. Westlich vom Erlisholz verläuft die Gemeindegrenze zwischen Schwangau und Füssen. Südlich der Straße erstreckt sich ein bewaldeter Höhenzug vom Kienberg südöstlich vom Erlisholz nach Westen zum Füssener Kalvarienberg.

## Geschichte
Der Flurname setzt sich zusammen aus dem Ortsnamenbestandteil Holz mit der Bedeutung Wald oder Gehölz, und Erlis, das vom Personennamen Heri(n) stammen könnte, womit die Bedeutung „Am Wald des Herin“ wäre. Historische Formen sind Herißhol(t)z, Hörißholz und Örlißholz. Wohl ab dem 17. Jahrhundert stand im Erlisholz eine Zollstation, deren Gebäude nicht mehr existiert. In den 1950er Jahren wurde östlich von Erlisholz die Entlastungsstraße nach Füssen mit der König-Ludwig-Brücke über den Lech gebaut, wo bereits vorher ein schmaler Weg den Lech auf einem Fußgängersteg überquerte.

## Bauwerke

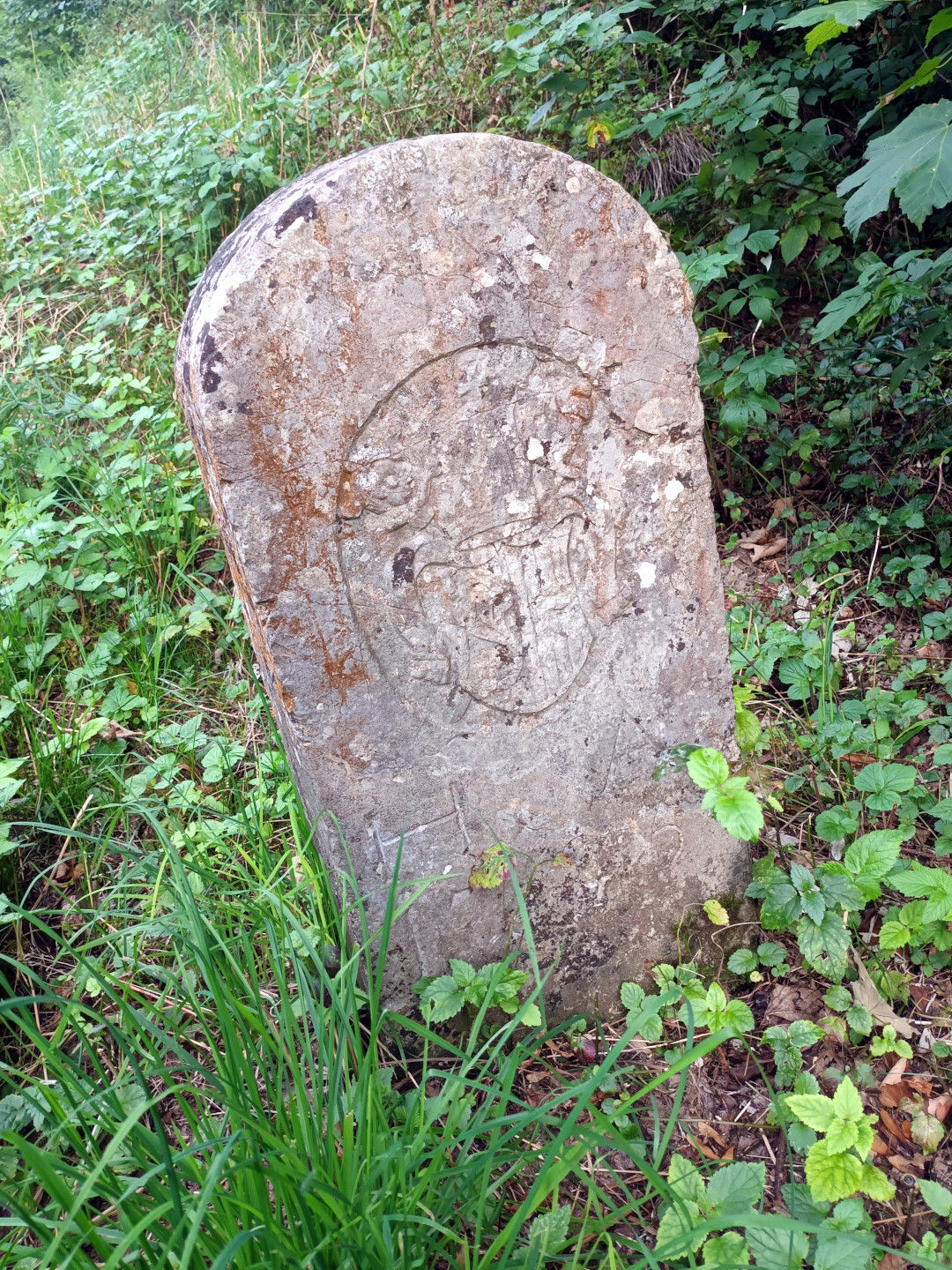
Grenzstein Schwangau-Füssen

Im Erlisholz steht heute ein Wohnhaus, das 1924 als Wohngebäude für den Straßenaufseher gebaut wurde und auch Wegmacher-Haus genannt wurde. Anfang der 2020er Jahre wurde das Haus vergrößert.
An der Gemeindegrenze befindet sich an der Südseite der Straße auf Füssener Seite ein historischer Grenzstein, der als Baudenkmal in die Bayerische Denkmalliste eingetragen ist. Er trägt die Jahreszahl 1785 und hat auf gegenüberliegenden Seiten teils verwitterte Wappenreliefs des Kurfürstentums Pfalz-Bayern und des Hochstifts Augsburg.